# Unsere Liebe Frau auf dem Pfeiler

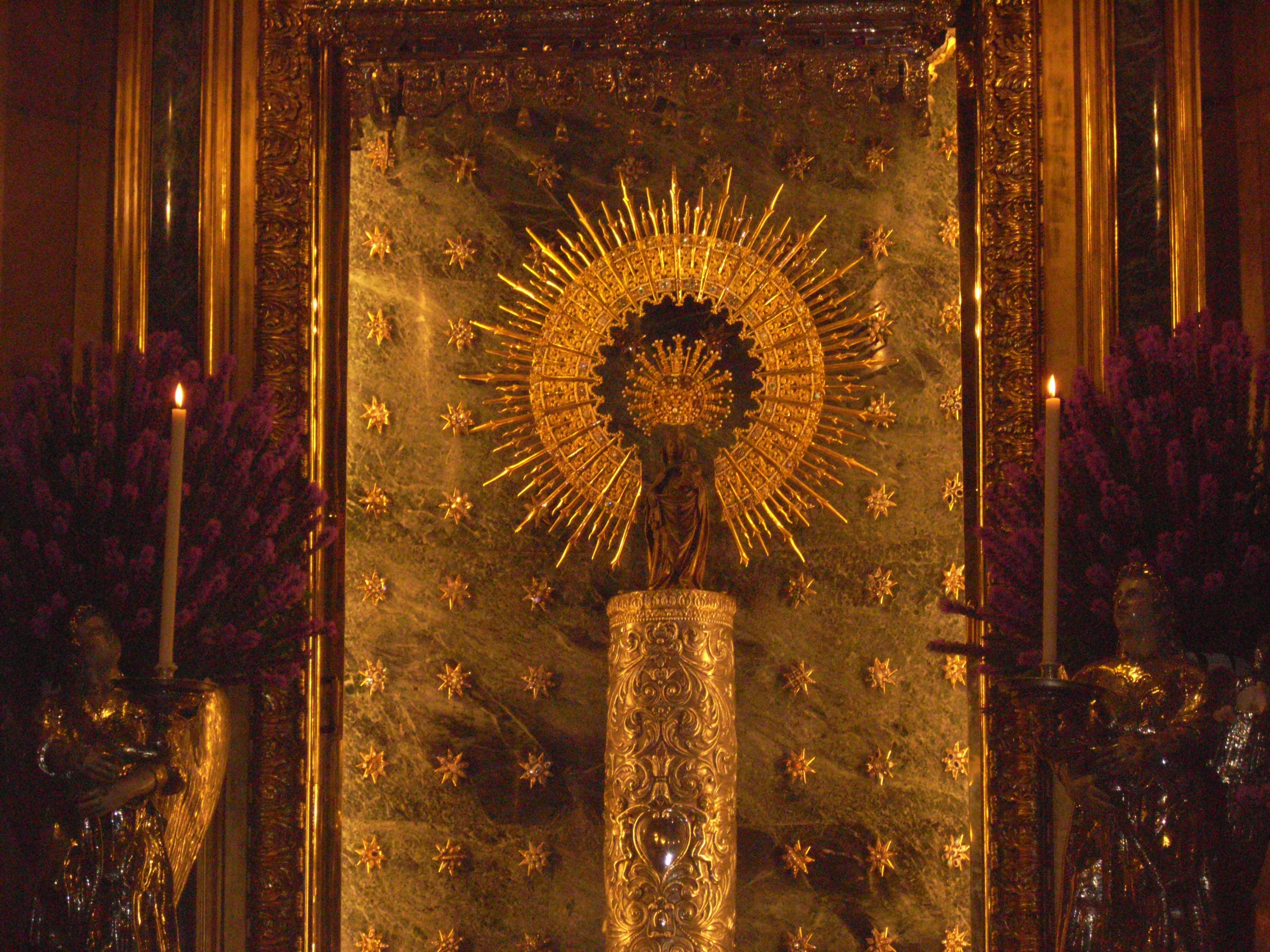
Unsere Liebe Frau auf dem Pfeiler in Saragossa. Am 2., 12. und 20. eines Monats wird das Gnadenbild ohne Mantel gezeigt.

Unsere Liebe Frau auf dem Pfeiler (spanisch Nuestra Señora del Pilar oder auch Virgen del Pilar) ist ein Gnadenbild der Jungfrau Maria auf einem Pfeiler in der spanischen Stadt Saragossa. Die nur etwa 35 cm große Statuette befindet sich heute auf und in einem Pfeiler in der um sie herum errichteten Basílica del Pilar, der größten Barockkirche Spaniens.

## Legende
Der Überlieferung zufolge erschien Maria, die Mutter Jesu, am 2. Januar des Jahres 40 n. Chr. dem Apostel Jakobus dem Älteren auf dieser Säule. Die Erscheinung gilt in der Mariologie als die erste Marienerscheinung überhaupt und zugleich als die einzige Erscheinung der Gottesmutter, die noch zu ihren irdischen Lebzeiten stattfand.

## Verehrung
Das Patronatsfest Unserer Lieben Frau ist der 12. Oktober, an dem zugleich der spanische Nationalfeiertag begangen wird. Unsere Liebe Frau auf dem Pfeiler gilt als Schutzheilige Spaniens und der „Hispanidad“, weil Christoph Kolumbus am 12. Oktober 1492 Amerika für das spanische Weltreich entdeckte.
Es gibt zahlreiche Kirchen mit dem Patrozinium der Virgen del Pilar in Spanien und im (ehemaligen) spanisch-portugiesischen Kolonialreich. Entsprechend zahlreich sind Skulpturen und Gemälde mit dem Thema. In Brasilien sind die Basilika Nossa Senhora do Pilar in der Goldgräberstadt Ouro Preto sowie die Kathedrale von São João del-Rei als Vertreterinnen des brasilianischen Barocks bemerkenswert.

## Name „Pilar“
Der in ganz Spanien sehr verbreitete und vor allem in der Umgebung von Saragossa häufig vorkommende Vorname Pilar (eigentlich María del Pilar) leitet sich von diesem Gnadenbild ab. Nach der Virgen del Pilar sind zahlreiche Kongregationen benannt, darunter die 1958 in Saragossa gegründete Gemeinschaft der Misioneras de Nuestra Señora del Pilar y Santiago Apóstol.